# Iglesia de San Rafael (Betania)
La Iglesia de San Rafael es un templo colombiano de culto católico, bajo la advocación de San Rafael Arcángel, está localizado en el Parque Principal de Betania (Antioquia) y pertenece a la jurisdicción eclesiástica de la Diócesis de Jericó. El edificio es de estilo neogótico, se construyó entre 1948 y 1988 y fue diseñado por los arquitectos, el colombiano Carlos Augusto Agudelo y el italiano Albano Germanetti, este último diseñó el templo de Nuestra Señora del Rosario de Bello.

## Historia
El 29 de julio de 1889, los señores Simón Villa, José María Villa, y José María Martínez donaron el terreno para la fundación de Betania, e impusieron en la escritura, como única condición a los beneficiados, una contribución con destino a la construcción de la capilla para el futuro poblado. En el numeral segundo de las declaraciones expresan: "Todo el que quiera obtener un solar consigue la suma de dos pesos de ley, los cuales se destinan en favor de la iglesia que se va a construir." Sin lugar a dudas estas modestísimas contribuciones dieron origen a la capilla de 80 varas de centro por 32 de frente, de bahareque y tejas de barro y de roble, que fue inaugurada el 2 de noviembre de 1892.

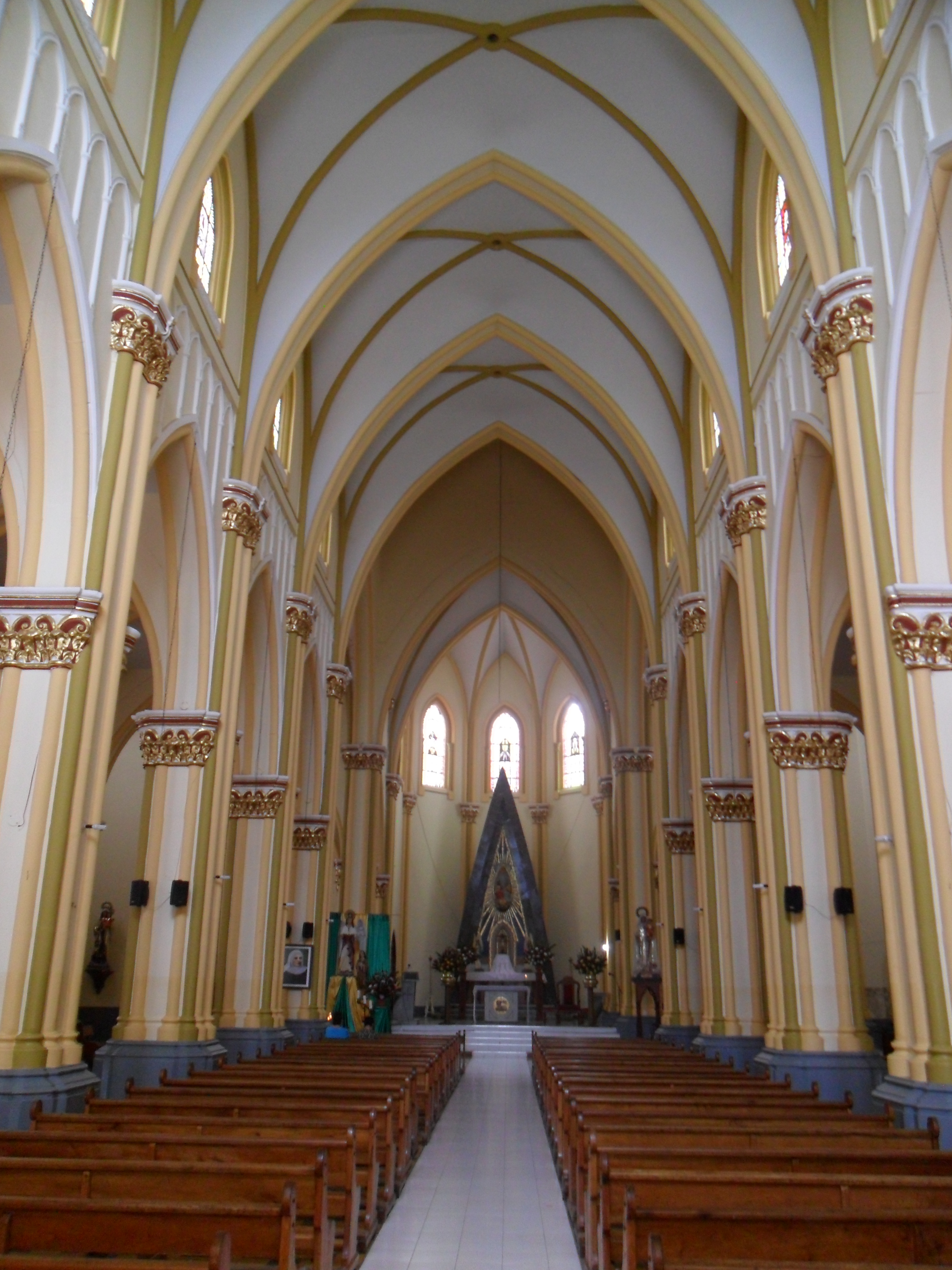
Nave central.

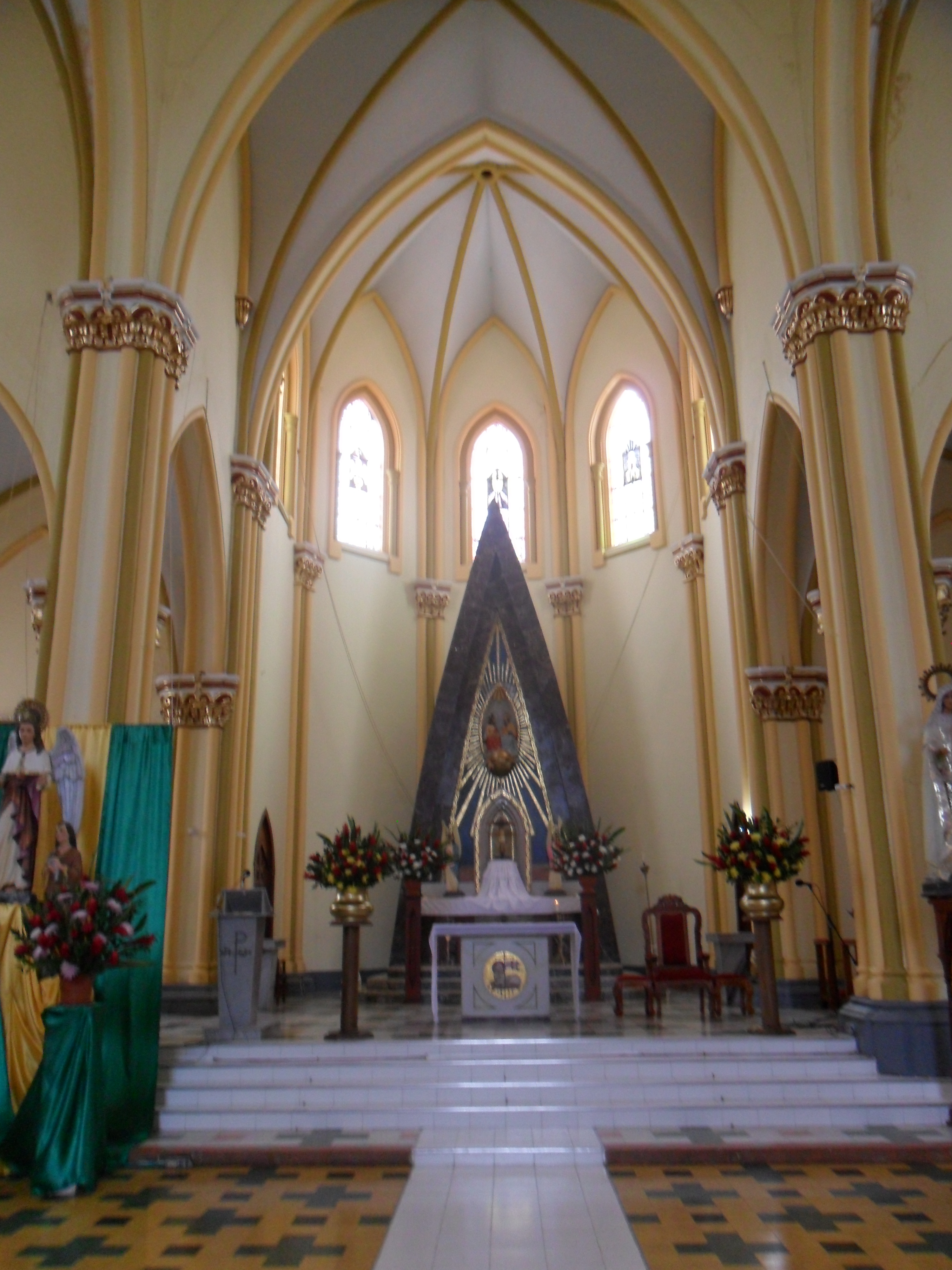
Altar

En 1901, siendo párroco Pbro. Jesús Nicanor Lotero M., mandó demoler la sencilla capilla para dar inicio a la construcción de un nuevo templo. La primera piedra fue bendecida por el Pbro. Obdulio Betancur; esta iglesia se edificó en tapia pisada, de una sola torre redonda y de una sola nave; bien proporcionada. En este modesto templo los betaneños celebraron sus ceremonias religiosas durante cuarenta años.
En vista del avanzado deterioro del viejo templo y con la mira de darle a Betania una nueva edificación apta para las celebraciones religiosas, los Presbíteros Luis Norberto Lotero, párroco y Gildardo Obando coadjutor, se asignaron la tarea de promover la construcción de un nuevo templo. El 25 de julio de 1948 fue colocada la primera piedra de una edificación de estilo neogótico, con base en los planos elaborados por los arquitectos Carlos Augusto Agudelo y Albano Germanetti.
Se dio inicio a la obra con gran entusiasmo pero, poco a poco, con el paso de los años se fue volviendo en una de las más grandes y prolongadas frustraciones de los betaneños. Varios de los párrocos, tal vez desconcertados por la magnitud de la labor que tenían al frente, se dedicaron a reformar los planos, modificando el estilo gótico de la obra y derruyendo lo que sus antecesores habían edificado. Por si fuera poco, la naturaleza se puso en la misma tarea, averiando seriamente sus estructuras en los sucesivos temblores de tierra que sufrido la región en esos años.
Por los motivos ya antes mencionados, el templo fue terminado en 1988, cuarenta años después de haber sido colocada la primera piedra. Por fin, gracias al esfuerzo de los últimos párrocos, fue concluido el templo para satisfacción los feligreses betaneños.
El templo posee un bellísimo altar de mármol gris, de forma triangular y estilo moderno que, desafortunadamente, no armoniza muy bien con el resto de la construcción. Fue traído de Italia por Monseñor Miguel Ángel Builes con destino a la Basílica de nuestra señora de las Misericordias de Santa Rosa de Osos y cedido poco después a la Parroquia de Betania.
Posee el templo hermosas imágenes tales como:  el Sagrado Corazón de Jesús, san Isidro labrador, la Inmaculada, el Señor Caído entre otras.  En la actualidad el párroco es el padre Jhon Fredy Quirama Serna.  es de personas gratas levantar la mirada hacia el padre Luis Fredy Correa Uribe, párroco durante tres años, se le debe el embellecimiento del templo, incluyendo la pintura interna y externa, el arreglo de varias de las imágenes , el mantenimiento del cementerio, el ornato de la casa cural, entre muchas otras obras.  Gratitud infinita a quien como betaneño hizo parte de esta historia y con sus palabras procuró mantener principios y valores.   agradecerle su cercanía a todas las instituciones y su entrega generosa en cada una de sus acciones.
Se celebran las fiestas en honor a san Rafael Arcángel el 29 de septiembre y todos los 14 de mes las fiestas en honor del Señor de los Milagros